# 八木貞助
八木 貞助（やぎ ていすけ、1879年8月22日 - 1951年6月20日）は、日本の地質学者、植物学者。

## 来歴
長野県上水内郡徳間村（現長野市）生まれ。明治33年（1900年）長野県師範学校講習修了後、文部省教員検定試験で中等学校教員免状を取得。長野師範、旧制長野中学、長野高等女学校の教諭を経て、伊那高等女学校、飯田高等女学校の校長を歴任して退職。以後、長野県嘱託、信州大学講師などを務めた。
青年期から神保小虎の指導を受け、地質鉱物の研究に専念し、長野県温泉審議会、県立公園審議会の各委員も委託され、上信火山地帯の研究により、日本学術学会から表彰された。昭和22年（1947年）長野県地学会初代会長（2代目は信州大学 小林国夫)。日本山岳会の創立会員。従五位勲五等瑞宝章、藍綬褒章受勲。
息子は岩石学者の八木健三。保科百助とも親交が厚かった。

## 主な著作
- 1909年（明治42年）6月『植物記載帖』牧野富太郎閲　光風館
- 1923年『信濃鉱物誌』
- 1929年『浅間山』信濃郷土文化普及会
- 1932年（昭和7年）『友垣』 時局に対する所感 伊那高等女学校々友会
- 1933年（昭和8年）『高遠之桜』東京高遠会
- 1941年（昭和16年）8月25日 『上高井郡地質誌』上高井教育会
- 1943年（昭和18年）『更埴地質誌』更埴教育会 信濃毎日新聞社出版部
- 1945年（昭和20年）『長野県の地下資源』大日本教育長野県支部
- 1946年（昭和21年）『概説信濃の地下資源』信濃毎日新聞社
- 1948年（昭和23年）『善光寺地震百年忌記念善光寺地震誌』寄稿
- 1958年（昭和33年）『八木貞助・八木健三 上水内郡地質誌』上水内教育会
- 帝国学士院記事 寄稿
- 地質學雜誌 寄稿
- 動物学雑誌 寄稿
- 信州における淡水養殖 魚学雑誌Vol1